# Liste der Monuments historiques in Saint-Martin-de-Bossenay
Die Liste der Monuments historiques in Saint-Martin-de-Bossenay führt die Monuments historiques in der französischen Gemeinde Saint-Martin-de-Bossenay auf.

## Liste der Objekte
| Bezeichnung                          | Beschreibung                               | Standort                       | Kennzeichnung | Schutzstatus | Datum | Bild |
| ------------------------------------ | ------------------------------------------ | ------------------------------ | ------------- | ------------ | ----- | ---- |
| Kirchenfenster                       | aus dem 16. Jahrhundert                    | in der Kirche St-Martin (Lage) | PM10002019    | Classé       | 1913  |      |
| Skulptur Heiliger Jakobus der Ältere | Kalkstein, farbig gefasst, 16. Jahrhundert | in der Kirche St-Martin (Lage) | PM10003464    | Classé       | 1995  |      |